# Érase una vez (serie de televisión de 2017)
Érase una vez es una serie de televisión mexicana producida por Blim y Televisa para Canal 5. Consta de 12 episodios inspirados en cuentos infantiles con un tono de thriller policiaco. Cada episodio hace alusión a un cuento clásico infantil, inspirado en un mundo urbano y decadente. Se trata de una ficción que adapta la idea original de Cuéntame un cuento, una serie española de Antena 3.

## Sinopsis
Érase una vez...  es la forma común en que se empiezan a contar los cuentos, casi todos, en todas las épocas, lo que no es tan común es encontrarnos con los entrañables personajes en los que se basaron los cuentos de hadas, ahora expuestos en una crónica de situaciones reales, actuales y contadas en un tono oscuro y policíaco.
Por desgracia la fantasía quedó atrás. Ahora podrás ver lo que no te contaron del cuento y redescubrir, que lo que vivimos hoy, pudo haber sido sacado de cualquiera de esas hermosas historias que nos hacían dormir y hoy nos quitan el sueño con historias estremecedoras y oscuras dignas de ser contadas. Se dice que la realidad supera la ficción, y esa ficción fantástica puede llegar incluso a convertirse en titulares de ocho columnas. Sin embargo, también se escurre sutil en lo cotidiano, escondido, acechando, esperando el momento propicio para dar el golpe. Érase una vez, lo que no te contaron del cuento, muestra esa gran gama que hay entre el blanco y el negro, y cómo podemos vivir engañados o amparados en los matices. Es realidad sin poesía, pero donde la moraleja subsiste: cruda y clara porque así es la realidad de los cuentos de hadas.

## Elenco
Érase una vez cuenta con las actuaciones de:
- Alicia Jaziz
- Costanza Andrade
- León André
- Andrés Palacios
- Héctor Parra
- Ana Ciocchetti
- Renata Notni
- Pablo Lyle
- Carlos Ferro
- Valentina Acosta
- Evangelina Elizondo
- Andrea Torre
- Toño Valdés
- Roberto Mares
- Ianis Guerrero
- María Aura
- Luis Arrieta
- Héctor Kotisifakis
- Emilio Guerrero
- Juan Ugarte
- Paloma Ruiz de Alba
- Paullette Hernández
- Orlando Moguel
- Alan Ciangherotti
- Inadalfer Ochoa
- Ana Layevska
- Santiago Zenteno
- Moisés Arizmendi
- Alejandra Guilmant
- Dobrina Cristeva
- Meraqui Pradis
- Antonio Zagaceta
- Susana Salazar
- Carlos Colín
- Arturo Ríos
- Adrián Herrera
- Raúl Adalid
- Mauro Sánchez
- Gonzalo Vega
- Otto Sirgo
- Eugenio Bartilotti
- Osvaldo de León
- Sergio Lozano
- Fabiola Guajardo
- Eduardo Victoria
- Eduardo Manzano
- José Leonardo Vasquez
- Kasandra Miranda
- Isela Vega
- Pablo Astiazarán

## Episodios
| N.º (serie) | Título                     | Director | Guionista(s) | Fecha de estreno        |
| --- | -------------------------- | -------- | ------------ | ----------------------- |
| 1 | «Caperucita Roja»          | —        | —            | 2 de octubre de 2017    |
| Pilar es una bella y tierna jovencita un tanto rebelde, acaba de cumplir años y su madre, de obsequio, le da una capucha de color rojo, la cual la chica toma con mucho cariño y la utiliza para todos los lados a los que va. En la escuela en la que estudia, recién acaban de asesinar a una mujer y la policía comienza a sospechar de un exitoso pintor que está de exposición, pero el novio de Pilar también lo es, ya que sostuvo un romance con la fallecida. Y no se da cuenta de que el asesino puede estar cerca de ella... Lobo, ¿estás ahí? |                            |          |              |                         |
| 2 | «El Pastorcito Mentiroso»  | —        | —            | 9 de octubre de 2017    |
| Antonio es un periodista que busca salir del puesto y no le importa lo que tenga que hacer para lograrlo, hasta rebasar todos los límites. Mientras la policía investiga el asesinato de una trabajadora sexual... ¿Qué es verdad, qué es mentira? |                            |          |              |                         |
| 3 | «Los Tres Cochinitos»      | —        | —            | 16 de octubre de 2017   |
| Tres hermanos se dedican a asaltar y asesinar, estos tres cochinitos se cruzarán en la vida de un arquitecto y su esposa, lo que dará un giro inesperado a la historia que despertará al feroz lobo que soplará y soplará... ¿Algo quedará en pie? |                            |          |              |                         |
| 4 | «Pinocho»                  | —        | —            | 23 de octubre de 2017   |
| Vicente tiene un nieto llamado Rafa, el cual debe utilizar aparatos para poder caminar. El chico hará lo que sea con tal de cumplir sus propósitos y mejorar su condición de vida, incluso mentir. ¿Cuánto le crecerá la nariz? |                            |          |              |                         |
| 5 | «Blanca Nieves»            | —        | —            | 30 de octubre de 2017   |
| Lucía es una actriz un poco mayor pero de una gran belleza con un egocentrismo bastante alto. Un día pierde el control tras enterarse de que ha perdido el protagonismo de una obra para dárselo a una muy bella y joven actriz llamada Blanca, Lucía hará lo que sea por sacar del medio a Blanca, pero no sin antes preguntarle a su espejo... ¡Maldición, ¿hay alguien más bella que yo?! |                            |          |              |                         |
| 6 | «Patito Feo»               | —        | —            | 6 de noviembre de 2017  |
| Patricia se dedica a la abogacía y al mismo tiempo decide investigar unos homicidios sin medir las consecuencias y el peligro que esto le puede ocasionar, ya que la maldad está más cerca de lo que imagina. |                            |          |              |                         |
| 7 | «Hansel y Gretel»          | —        | —            | 13 de noviembre de 2017 |
| Por un conflicto, dos hermanos son enviados a un supuesto orfanato donde los niños son explotados y usados para trata de menores, ellos tendrán que buscar la forma de regresar a casa con su papá... ¿Encontrarán las migajas de pan regadas en el camino? |                            |          |              |                         |
| 8 | «La Bella y la Bestia»     | —        | —            | 20 de noviembre de 2017 |
| Marco es un exitoso escritor que se podría decir que lo tiene todo: salud, dinero, fama y una hermosa esposa que está a punto de darle un hijo, pero en la presentación de su más reciente obra, la presencia de una escalofriante mujer le cambiará la vida y lo convertirá en una bestia... |                            |          |              |                         |
| 9 | «Ricitos de Oro»           | —        | —            | 27 de noviembre de 2017 |
| Rebeca es una joven que se dedica a asaltar casas, pero un día, sin imaginarlo, se mete a la casa equivocada. Ahora tendrá que buscar la forma de lograr salir con vida... ¿Quién a estado durmiendo en mi cama? |                            |          |              |                         |
| 10 | «La Bella Durmiente»       | —        | —            | 4 de diciembre de 2017  |
| Marina es una joven modelo que cae en un coma profundo y es trasladada a un hospital donde le asignan a un enfermero para que cuide de ella, este es Paco; su instinto le hace sospechar que alguien quiere matarla... ¿Lograra un beso de amor, romper el hechizo? |                            |          |              |                         |
| 11 | «El Gato con Botas»        | —        | —            | 11 de diciembre de 2017 |
| En un encuentro inesperado, Daniel, un representante musical, conoce a Tony, que es el hijo de un cantante muy conocido que se suicidó varios años atrás. Los dos se unirán para hacer pagar a quien se ha aprovechado de los sueños musicales de varias personas. |                            |          |              |                         |
| 12 | «El Príncipe y el Mendigo» | —        | —            | 18 de diciembre de 2017 |
| Eduardo es un empresario muy joven y exitoso, que por azares del destino se da cuenta de que tiene un hermano gemelo que no corrió con su misma suerte pero la avaricia y la traición se harán presente entre estos dos hermanos. |                            |          |              |                         |